# Saint-Michel (métro de Montréal)
Pour les articles homonymes, voir Saint-Michel.
Saint-Michel est une station de la ligne bleue du métro de Montréal située dans le quartier Saint-Michel de l'arrondissement Villeray–Saint-Michel–Parc-Extension. Il s'agit du terminus est de la ligne bleue.

## Historique
La station est inaugurée le 16 juin 1986. Cette station est la seule du réseau dont les quais ont une longueur de 102 mètres (au lieu de 150 mètres pour toutes les autres), ce qui ne permet d'accueillir que des trains d'une longueur maximale de six wagons. Dans l'éventualité où la Société de transport de Montréal décide de faire circuler sur cette ligne des trains à neuf wagons, les quais devront être prolongés en conséquence.
Le 9 mars 2024, la Société de transport de Montréal annonce une rénovation de la station, en partie pour se préparer à une augmentation de l'achalandage avec le prolongement de la ligne bleue.

## Origine du nom
La station est située sur l'emplacement du boulevard Saint-Michel, autrefois appelé montée Saint-Michel, chemin de Saint-Michel ou chemin du Sault, qui menait vers la côte-Saint-Michel ou boulevard Crémazie. Cette côte était nommée en l'honneur de l'archange Michel.

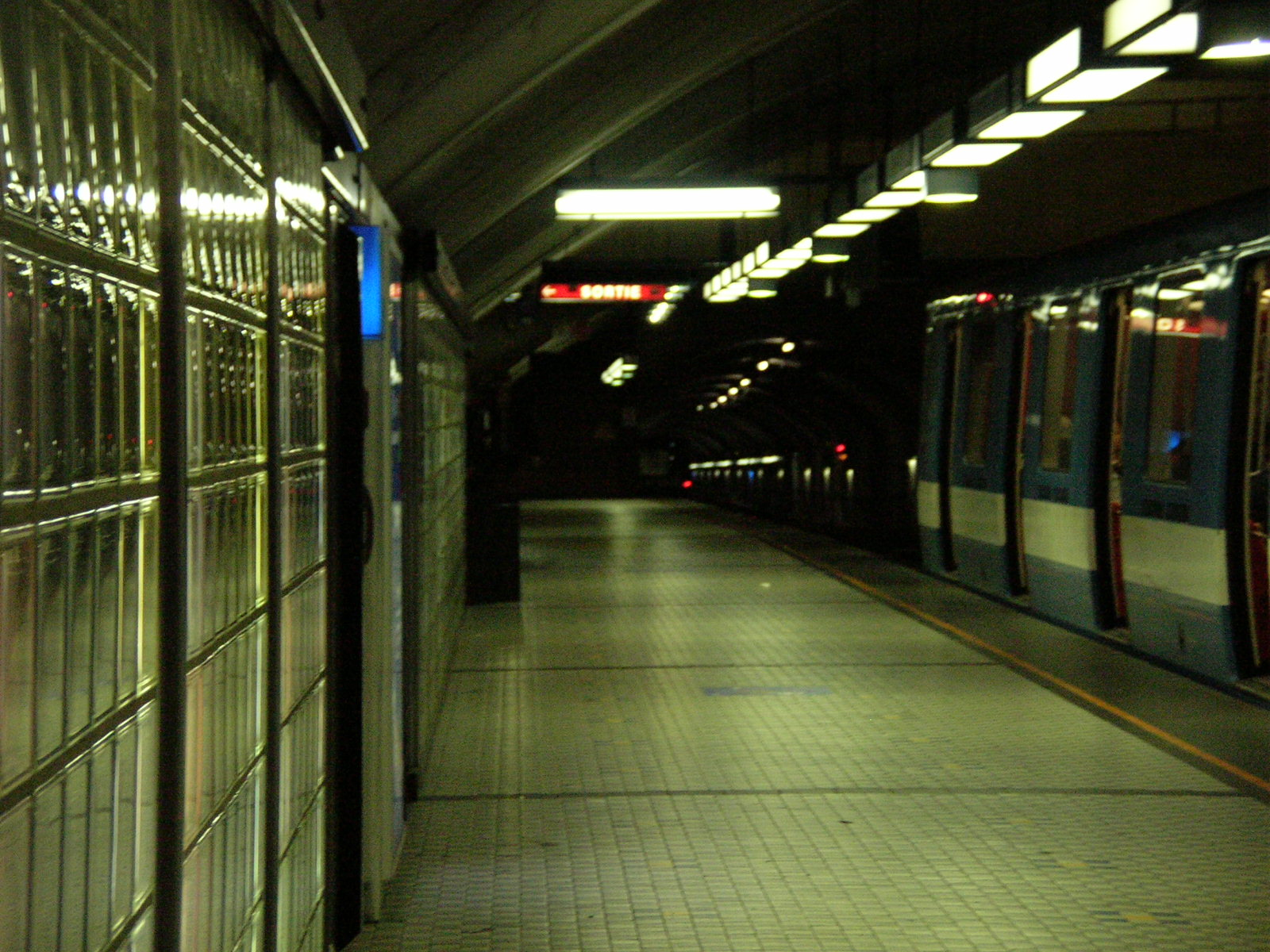
Intérieur de la station Saint-Michel

## Lignes de bus
| Numéros | Noms                           | Service         |
| ------- | ------------------------------ | --------------- |
| 41      | Quartier Saint-Michel/Ahuntsic | De Jour         |
| 67      | Saint-Michel                   | De Jour         |
| 93      | Jean-Talon                     | De Jour         |
| 141     | Jean-Talon est                 | De Jour         |
| 188     | Couture                        | De Jour         |
| 357     | Saint-Michel                   | De Nuit         |
| 372     | Jean-Talon                     | De Nuit         |
| 467     | Express Saint-Michel           | Heure de pointe |

## Édicules
- Édicule A: 7320 Shaughnessy.

- Édicule B: 3223 Shaughnessy.

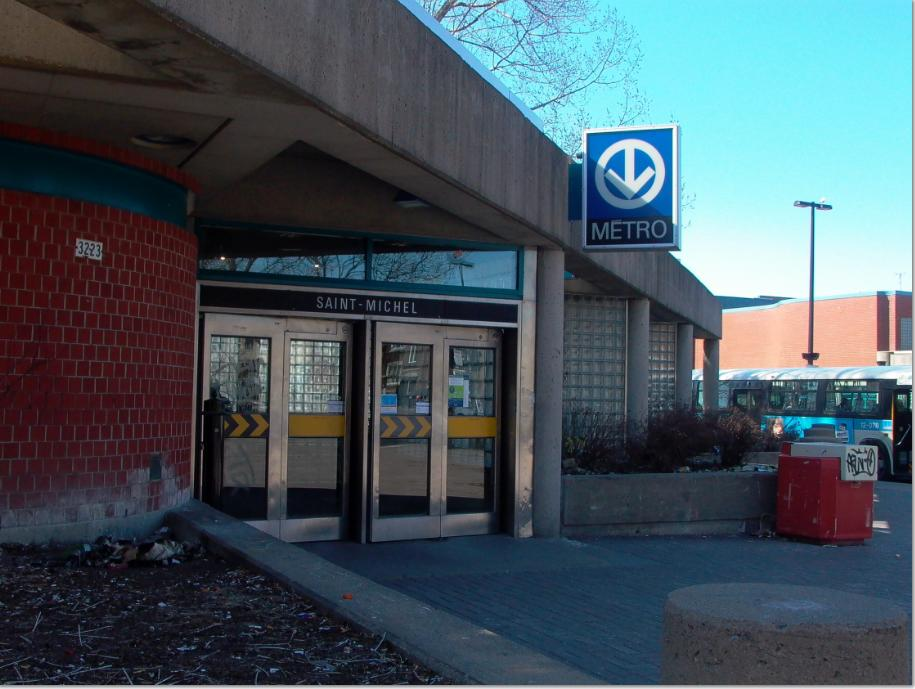
Édicule de la station

L'édicule A comporte deux sorties: Une vers le boulevard Saint-Michel et l'autre vers la rue Shaughnessy.
L'édicule B comporte deux sorties: Une vers le coin des rues Saint-Michel et Shaughnessy et l'autre vers le parc Sandro-Pertini.

## Principales intersections à proximité
- boul. Saint-Michel / boul. Shaughnessy
- boul. Saint-Michel / rue Everett
- boul. Saint-Michel / rue Jean-Talon

## Centres d'intérêt à proximité
- Bibliothèque Saint-Michel
- Centre administratif - Ville de Montréal
- École Joseph-François-Perrault
- École John F. Kennedy
- Parc François-Perrault
- École Saint-Mathieu
- Petit Maghreb
- Riouxtown